# قائمة الحوادث النووية والإشعاعية حسب عدد القتلى
هناك العديد من الحوادث النووية والإشعاعية التي تؤدي إلي الوفاة، مثل حوادث محطات الطاقة النووية، وحوادث الغواصات النووية، وحوادث العلاج الإشعاعي.

## قائمة الحوادث

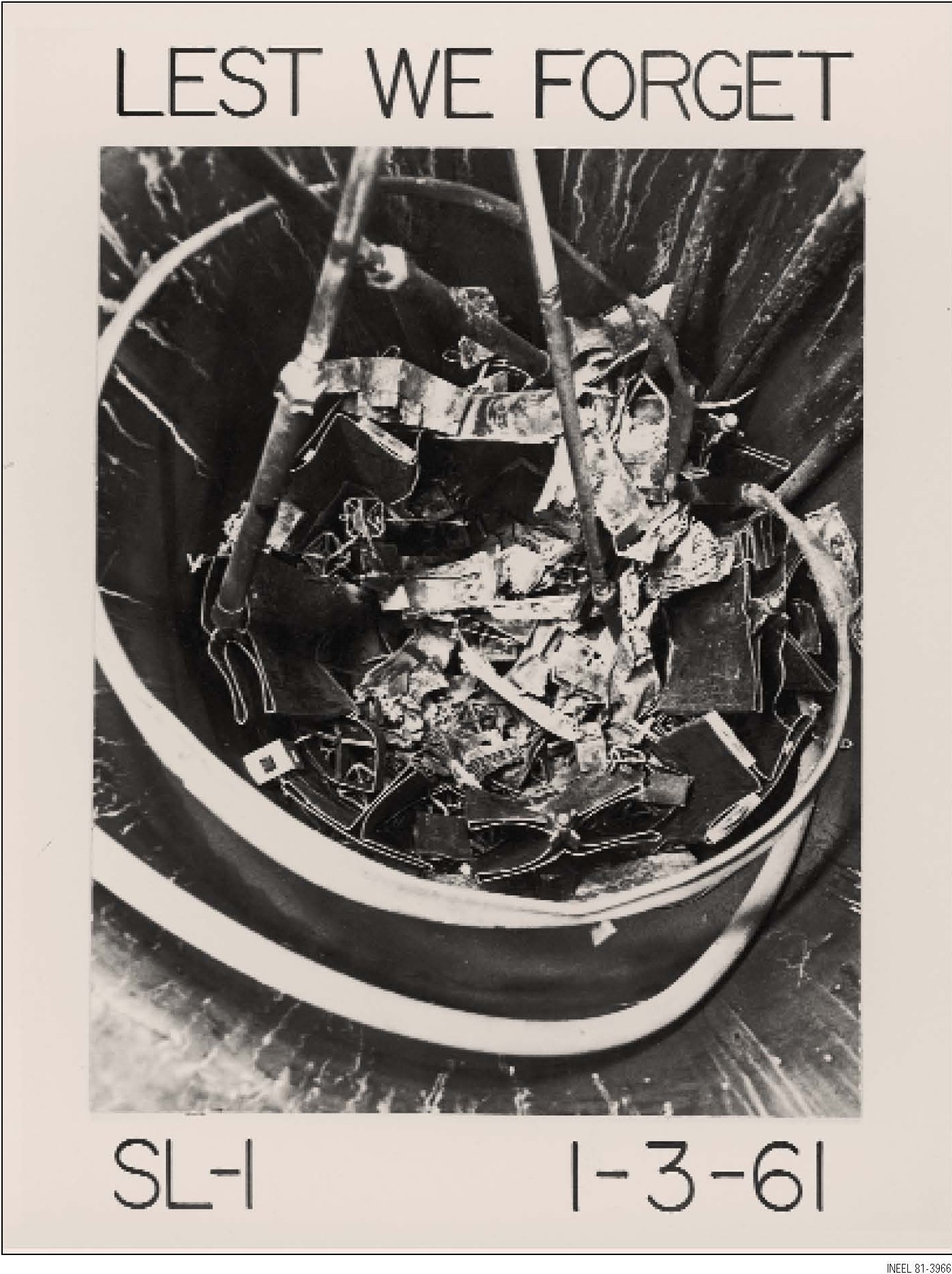
ملصق سلامة مصمم للمكاتب الهندسية التي تصور جوهر مفاعل SL-1 المذاب.

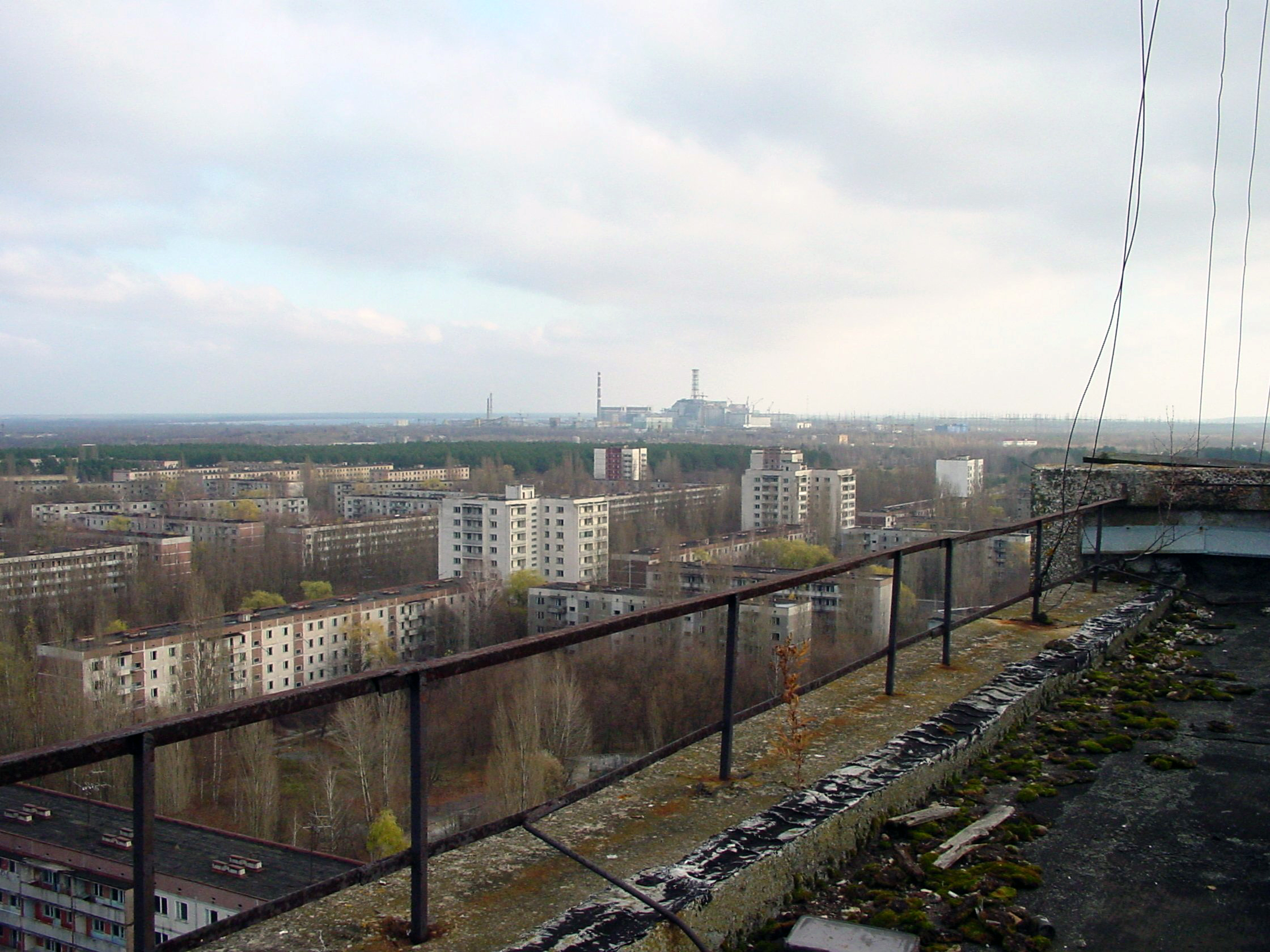
مدينة بريبيات المهجورة مع مفاعل تشيرنوبيل.

| الوفيات      | الحادثة                                                   | التاريخ                | تفاصيل                                                                                    |
| ------------ | --------------------------------------------------------- | ---------------------- | ----------------------------------------------------------------------------------------- |
| متنازع عليها | كارثة كيشتيم                                              | 29 سبتمبر 1957         | عدد الوفيات غير معروف، وتتراوح التقديرات من 50 إلى أكثر من 8000                           |
| متنازع عليها | كارثة تشيرنوبل                                            | 26 أبريل 1986          | [ 1 ]                                                                                     |
| متنازع عليها | حريق يندسكال                                              | 8 أكتوبر 1957          | [ 2 ]                                                                                     |
| 17           | معهد الأورام الدولي في بنما                               | أغسطس 2000 – مارس 2001 | يتلقى المرضى جرعات مميتة من العلاج الكيمياوي للعلاج من سرطان البروستاتا وسرطان الرحم.     |
| 13           | حادث العلاج الإشعاعي في كوستاريكا                         | 1996                   | تلقى 114 مريضا جرعة زائدة من الإشعاع من مصدر الكوبالت 60 الذي كان يستخدم للعلاج الإشعاعي. |
| 11           | حادث العلاج الإشعاعي في سرقسطة، إسبانيا                   | ديسمبر 1990            | أصيب 27 مريضا من مرضى السرطان الذين يتلقون العلاج الإشعاعي.                               |
| 10           | الغواصة السوفيتية K-431                                   | 10 أغسطس 1985          | تعرض 49 شخص للإشاعات النووية.                                                             |
| 10           | حادث العلاج الإشعاعي في كولومبوس                          | 1974–1976              | 88 إصابات من مصدر الكوبالت 60.                                                            |
| 9            | الغواصة السوفيتية K-27                                    | 24 مايو 1968           | تعرض 83 شخص للإصابة.                                                                      |
| 8            | الغواصة السوفيتية K-19                                    | 4 يوليو 1961           | أكثر من 30 شخص تعرضوا للإشعاع.                                                            |
| 8            | حادثة الإشعاع في المغرب 1984                              | مارس 1984              | [ 10 ]                                                                                    |
| 7            | حادث العلاج الإشعاعي في هيوستن                            | 1980                   | [ 4 ] [ 8 ]                                                                               |
| 5            | مصدر الإشعاع المفقود، باكو، أذربيجان، الاتحاد السوفيتي    | 5 أكتوبر 1982          | 13 إصابة.                                                                                 |
| 4            | حادثة غويانيا الإشعاعية                                   | 13 سبتمبر 1987         | 249 مصاب في حالة خطرة.                                                                    |
| 4            | حادث الإشعاع مدينة مكسيكو عام 1962                        | 1962                   |                                                                                           |
| 3            | حادثة المفاعل الثابت منخفض الطاقة الأول في الجيش الأمريكي | 1961                   |                                                                                           |
| 3            | حادث سامون براكان الإشعاعي                                | فبراير 2000            | ثلاثة قتلى وعشرات من المصابين.                                                            |
| 2            | حادثة توكايمورا النووية                                   | 30 سبتمبر 1999         | [ 13 ]                                                                                    |
| 2            | ميت حلفا، مصر                                             | مايو 2000              | وفاة شخصين.                                                                               |
| 1            | حادثة ميابوري، الهند                                      | أبريل 2010             | [ 12 ]                                                                                    |
| 1            | دايجو فوكوريو مارو                                        | 1 مارس 1954            |                                                                                           |
| 1            | لويس سلوتن                                                | 21 مايو 1946           |                                                                                           |
| 1            | هاري دغليان                                               | 21 أغسطس 1945          | في مختبر لوس ألاموس الوطني في نيو مكسيكو.                                                 |
| 1            | حادثة سيسيل كيلي                                          | 30 ديسمبر 1958         | في مختبر لوس ألاموس الوطني في نيو مكسيكو.                                                 |
| 1            | وود ريفر جانكشن، رود آيلاند                               | 1964                   | خطأ المشغل في منشأة نووية، توفي روبرت بيبودي 49 ساعة في وقت لاحق                          |
| 1            | مركز كونستويينتس الذري                                    | 23 سبتمبر 1983         | عطل INES المستوى 4 في مفاعل RA2 في الأرجنتين، توفي المشغل أوزفالدو روجوليتش بعد أيام.     |
| 1            | سان سلفادور، السلفادور                                    | 1989                   | وفاة واحدة بسبب انتهاك قواعد السلامة في 60Co تشعيع مرفق.                                  |
| 1            | تاميكو، إستونيا                                           | 1994                   | وفاة واحدة من مصدر 137C.                                                                  |
| 1            | ساروف، روسيا                                              | يونيو 1997             | وفاة واحدة نتيجة انتهاك قواعد السلامة.                                                    |

## من الأحداث ذات الوفيات المتنازع عليها

### كارثة تشيرنوبيل
تختلف تقديرات العدد الإجمالي للوفيات التي يحتمل أن تكون ناجمة عن كارثة تشيرنوبيل بشكل كبير: أكد تقرير الأمم المتحدة عن وجود 45 حالة وفاة مؤكدة، اعتبارا من عام 2008. ويشمل هذا العدد حالتين وفاة غير متعلقة بإشعاع يوم الحادث، و 28 حالة بسبب جرعات الإشعاع في الأشهر التالية مباشرة، 15 حالة وفاة بسبب سرطان الغدة الدرقية، 131 حالة من المحتمل أن يكون سببها هو تلوث اليود؛ وهو لا يشمل 19 شخصًا إضافيًا تم تشخيصهم في بداية الأمر بمتلازمة الإشعاع الحادة الذين توفوا أيضًا بحلول عام 2006، لكن لا يُعتقد أنهم ماتوا بسبب جرعات الإشعاع. في عام 2006، لمحت منظمة الصحة العالمية أن الوفيات الناجمة عن السرطان يمكن أن تصل إلى 4,000 شخص من بين أكثر من 600,000 شخص معرضين بشدة، وهي مجموعة تضم عمال الطوارئ والمقيمين القريبين والمُجليين، ولكنها تستثني سكان المناطق المنخفضة التلوث.
في عام 2006، صدر تقرير، بتكليف من حزب الخضر وتحت رعاية مؤسسة ألتنر كومبيشر، توقع وفاة ما بين 30,000 إلي 60,000 حالة وفاة نتيجة السرطان في جميع انحاء العالم، فقامت تشيرنوبيل بافتراض نموذج خطي بلا عتبة لجرعات منخفضة للغاية. حيث صدر تقرير جرينبيس بتوقع 200,000 حالة وفاة أو أكثر. كما صدر أيضا تقرير روسي متنازع عليه، يفترض وجود 985,000 حالة وفاة مبكرة وقعت في جميع أنحاء العالم بين عامي 1986 و 2004 نتيجة للتلوث الإشعاعي من تشيرنوبيل.

### كارثة كيشتيم
تم تصنيف كارثة كيشتيم، التي وقعت في ماياك في روسيا في 29 سبتمبر 1957، على أنها المستوى السادس على المقياس الدولي للحوادث النووية، وهو ثالث أخطر حادثة بعد تشيرنوبيل وفوكوشيما. بسبب السرية الشديدة المحيطة بماياك، من الصعب تقدير عدد القتلى في كيشتيم. كتاب واحد يدعي أنه «في عام 1992، وجدت دراسة أجراها معهد الفيزياء الحيوية في وزارة الصحة السوفيتية السابقة في تشيليابينسك أن 8015 شخص لقوا حتفهم خلال ال 32 سنة السابقة نتيجة للحادث».
علي عكس ذلك، فقد تم العثور علي 6,000 شهادة وفاة فقط لسكان ضفة النهر بين عامي 1950 و 1982 من جميع أسباب الوفاة، علي الرغم من أن الدراسة السوفيتية اعتبرت أن المنطقة كبيرة جغرافيا، لذلك فهي متأثرة بالأعمدة المحمولة جوا. التقديرات الأكثر شيوعا هي 200 حالة وفاة بسبب السرطان، لكن أصل العدد غير واضح. تشير الدراسات الوبائية الأكثر حداثة إلى أن يوجد حوالي من 49 إلى 55 حالة توفيت بسبب السرطان من بين سكان النهر ويمكن أيضا أن ترتبط بالتعرض للإشعاع. وسيشمل ذلك تأثيرات جميع الإطلاقات المشعة في النهر، والتي حدثت 98% منها قبل وقت طويل من حادث 1957، ولكنها لن تشمل آثار عمود الهواء المحمول جواً الذي تم نقله شمال شرق البلاد. أنتجت المنطقة الأقرب إلى الحادث 66 حالة تم تشخيصها من متلازمة الإشعاع المزمن، مما يوفر الجزء الأكبر من البيانات حول هذه الحالة.

### حريق ويندسكال
نتج عن حريق ويندسكال مالا يقل عن 33 حالة وفاة في ويندسكال والمملكة المتحدة (حسب تقديرات حكومة المملكة المتحدة). في 8 أكتوبر 1957، نتج عن حريق ويندسكال تلوث مزارع الألبان المحيطة، عندما اشتعل الوقود المعدني لليورانيوم داخل أكوام إنتاج البلوتونيوم.

### كارثة فوكوشيما
تطبيق Crystal Clear kdict.png هو مقال تفصيلي عن خسائر فوكوشيما دايتشي النووية. في تقرير عام 2013، ذكرت لجنة الأمم المتحدة العلمية المعنية بآثار الإشعاع الذري أن المخاطر الصحية العامة الناجمة عن كارثة فوكوشيما أقل بكثير من مخاطر تشيرنوبيل. لم تكن هناك آثار حتمية ملحوظة أو متوقعة. في حالات الحمل، لم تكن هناك زيادة متوقعة في حالات الإجهاض التلقائي أو الإجهاض أو الوفيات المحيطة بالولادة أو العيوب الخلقية أو الضعف الإدراكي. أخيرًا، لم تكن هناك زيادة ملحوظة متوقعة في مرض وراثي أو زيادات ملحوظة متعلقة بالإشعاع في أي سرطانات، مع استثناء محتمل لسرطان الغدة الدرقية. ومع ذلك، فإن ارتفاع معدلات الكشف عن العقيدات الدرقية والخراجات والسرطان قد يكون نتيجة لفحص مكثف. في ورقة بيضاء 2015، صرحت لجنة الأمم المتحدة العلمية المعنية بآثار الإشعاع الذري أن نتائجها من عام 2013 لا تزال صالحة وغير متأثرة إلى حد كبير بالمعلومات الجديدة، والمعلومات الجديدة تدعم ذلك أيضا، فإن الكشف عن ارتفاع الغدة الدرقية من المحتمل أن يكون بسبب فحص أكثر كثافة.
لم يمت أي من العمال في موقع فوكوشيما دايتشي بسبب التسمم بالإشعاع الحاد، على الرغم من أن ستة عمال ماتوا لأسباب مختلفة، بما في ذلك أمراض القلب والأوعية الدموية، أثناء جهود الاحتواء أو العمل على تثبيت زلزال وتسونامي في الموقع.
في المقابل، تشير مقالة رأي في صحيفة وول ستريت جورنال إلى دراسة يابانية لعام 2013، لخصت معدل الوفيات بسبب «إجهاد الإجلاء» من المنطقة المحيطة بفوكوشيما قد وصل إلى أكثر من 1600. ويشمل ذلك الوفيات الناجمة عن الانتحار وعدم القدرة على الوصول إلى الصحة الحرجة. الرعاية، ولكن ليس من الإشعاع، أو زيادة السرطان، أو أي نتيجة مباشرة أخرى للحادث النووي. ويذكر المؤلف أيضًا أن هذه الوفيات حدثت بين الأشخاص الذين تم إجلاؤهم من مناطق تشكل فيها الإشعاعات خطرًا ضئيلًا أو لا يشكل أي خطر على صحتهم، وهي مناطق قد يتعرضون فيها لمخاطر أقل من الكمية المعتادة التي يتلقاها السكان في فنلندا.
هناك دعوي جماعية رفعها البحارة على المدمرة الأمريكية ريغان ضد شركة طوكيو إليكتريك باور (تيبكو) الذين يدعون أنهم يعانون من أمراض شديدة تسبب فيها الإشعاع. كانت سفينة يو إس إس ريجان جزءًا من عملية «توموداشي» لتوصيل الإمدادات الأساسية للمجتمعات التي دمرتها في أعقاب كارثة تسونامي في 11 مارس 2011. كانت الرياح تهب في البحر من حادث فوكوشيما. إذا كانت تهب غربًا بدلاً من الشرق، فلن يكون البحارة قد تأثروا.

## وصلات خارجية
- أسوأ الكوارث النووية- التايمز.